# David J. Griffiths

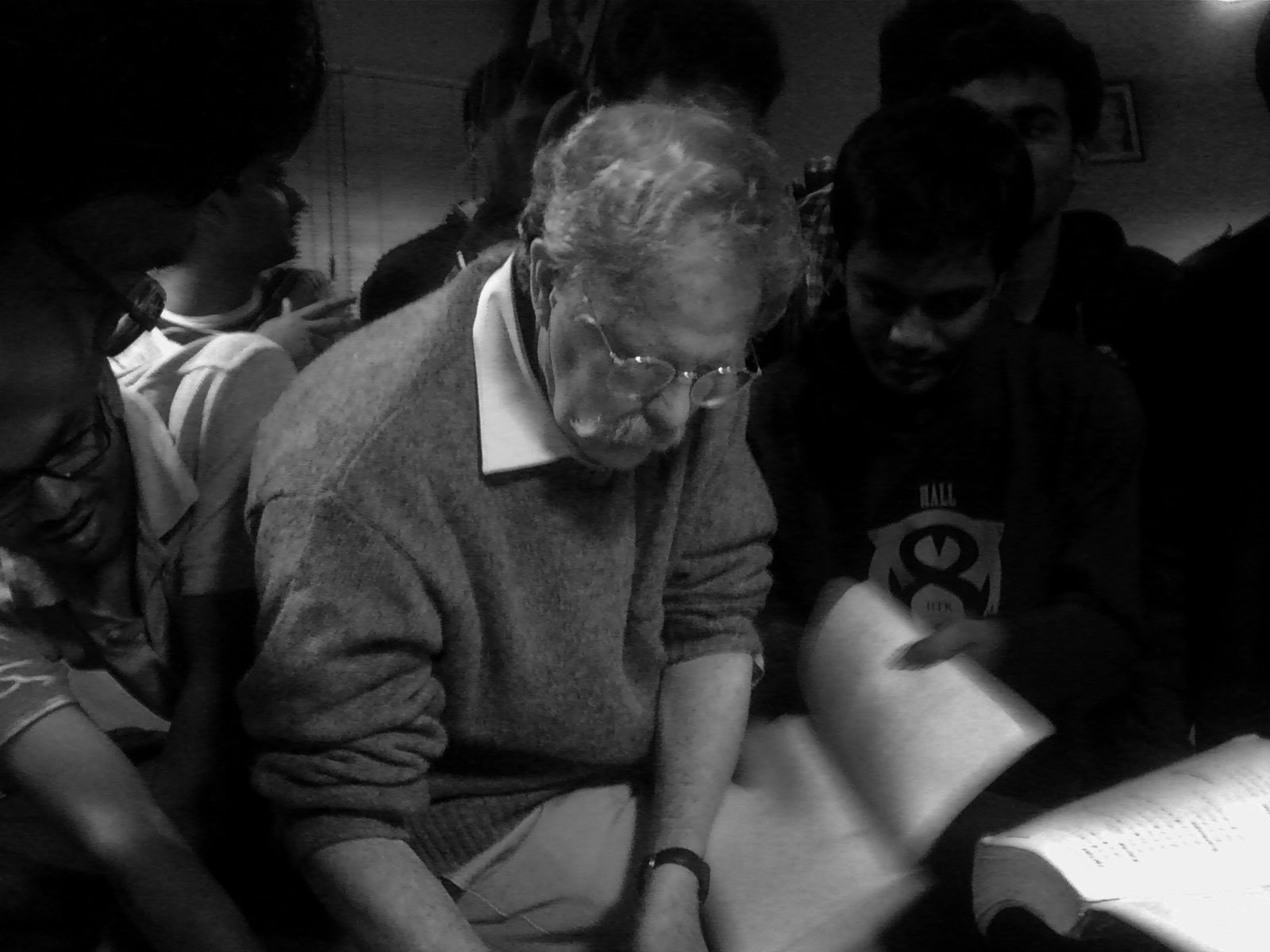
David J. Griffiths

David Jeffery Griffiths (* 5. Dezember 1942 in Washington, D.C.) ist ein US-amerikanischer theoretischer Physiker.
Griffiths studierte an der Harvard University Physik mit dem Bachelor-Abschluss 1964, dem Master-Abschluss 1966 und der Promotion bei Sidney Coleman 1970 (Covariant approach to massless field theory in the radiation gauge). Als Post-Doktorand war er an der University of Utah und ab 1972 an der University of Massachusetts Amherst. 1974 bis 1977 war er Assistant Professor am Mount Holyoke College in South Hadley, Massachusetts, und 1977/78 am Trinity College in Hartford (Connecticut). Ab 1978 war er Assistant Professor und ab 1988 Professor am Reed College in Portland (Oregon). 2009 emeritierte er.
1991 war er Gastwissenschaftler am Lawrence Berkeley National Laboratory und 2007 war er Gastprofessor an der Stanford University.
Er ist insbesondere in den USA für seine Hochschul-Lehrbücher bekannt. Für seine Beiträge zur Physik-Pädagogik erhielt er 1997 den Robert A. Millikan Award der American Association of Physics Teachers. Als Wissenschaftler befasste er sich unter anderem mit klassischer Elektrodynamik, Quantenmechanik und Elementarteilchenphysik.
Er ist seit 2008 Consulting Editor des American Journal of Physics.
Er ist seit 1970 verheiratet und hat einen Sohn und eine Tochter.

## Schriften (Auswahl)
Errata und Fachartikel etc. siehe sein Profil am Reed College

### Fachbücher
- David J. Griffiths: Introduction to Elementary Particles (= Physics Textbook). 2., rev. ed. Wiley-VCH, Weinheim 2011, ISBN 978-3-527-40601-2 (englisch).
- David J. Griffiths: Revolutions in Twentieth-Century Physics. 1. Auflage. Cambridge University Press, 2012, ISBN 978-1-107-60217-5, doi:10.1017/CBO9781139060127 (englisch). Deutsche Ausgabe: ISBN 978-3868942620
- David J. Griffiths: Introduction to Electrodynamics. 4. Auflage. Cambridge University Press, 2017, ISBN 978-1-108-33351-1, doi:10.1017/9781108333511 (englisch). Deutsche Ausgabe: ISBN 978-3868943481
- David J. Griffiths, Darrell F. Schroeter: Introduction to Quantum Mechanics. 3. Auflage. Cambridge University Press, 2018, ISBN 978-1-316-99543-3, doi:10.1017/9781316995433 (englisch). Deutsche Ausgabe: ISBN 978-3868941142